# Csapda (film, 2013)
A Csapda (eredeti cím: Snitch) 2013-ban bemutatott amerikai akciófilm, melyet Ric Roman Waugh írt és rendezett. A főbb szerepekben Dwayne Johnson, Barry Pepper, Susan Sarandon, Jon Bernthal, Benjamin Bratt és Michael Kenneth Williams látható.
Az Amerikai Egyesült Államokban 2013. február 22-én mutatták be. Összességében vegyes kritikákat kapott, a Rotten Tomatoeson 57%-ra értékelték 150 kritikus vélemény alapján.

## Rövid történet
Egy apa beépül a drogellenes csoportba, hogy kiszabadítsa a fiát, akit bebörtönöztek, miután felültették egy drogügyletben.

## Cselekmény
John Matthewst (Dwayne Johnson), a sikeres üzletembert ledöbbenti a hír, amikor megtudja, hogy 18 éves fia bajba keveredett. A fiú ugyanis tíz év börtönbüntetést kapott, mert átvett egy bizonyos csomagot, amiben tudatán kívül kábítószer volt. Amikor Jasont elutasítja a céltudatos államügyész, Joanne Keeghan (Susan Sarandon), azt ajánlja neki, hogy börtönéveinek enyhítéséért mondja el a barátja nevét, de John azt kéri Keeghantől, hogy inkább ő maga hadd épüljön be abba a bizonyos drogkartellba. Az elszomorodott apa be tud szivárogni a kegyetlen Malik bandájába, de amint próbálja megmenteni fiát, véletlenül bajba kever egy másik ártatlan embert is. Ám mikor leleplezi az egyik mexikói, drogkereskedelemmel foglalkozó bandafőnököt, a halálos játszma még veszélyesebbé fajul.

## Szereplők
| Színész                  | Szerep                        | Magyar hang     |
| ------------------------ | ----------------------------- | --------------- |
| Dwayne Johnson           | John Matthews                 | Kamarás Iván    |
| Barry Pepper             | Cooper ügynök                 | Szakács Tibor   |
| Susan Sarandon           | Joanne Keeghan                | Kovács Nóra     |
| Benjamin Bratt           | Juan Carlos 'El Topo' Pintera | László Zsolt    |
| Jon Bernthal             | Daniel James                  | Pál András      |
| Michael Kenneth Williams | Malik                         | Dolmány Attila  |
| Melina Kanakaredes       | Sylvie Collins                | Ősi Ildikó      |
| Nadine Velazquez         | Analisa Matthews              | Szávai Viktória |
| Rafi Gavron              | Jason Collins                 | Fehér Tibor     |
| Lela Loren               | Vanessa                       | Pálmai Anna     |
| David Harbour            | Jay Price                     | Csankó Zoltán   |
| JD Pardo                 | Benicio                       | Horváth Illés   |
| Kym Jackson              | Sims ügynök                   | Balogh Anikó    |
| Jason Douglas            | Wayne                         | Törköly Levente |
| Darnell Trotter          | Bones                         | Nagy Zsolt      |
| Tim J. Smith             | Lazy                          | Bolla Róbert    |